# Bni Ounjel Tafraout
Bni Ounjel Tafraout  (in arabo بني ونجل تافراوت‎?) è un centro abitato e comune rurale del Marocco situato nella provincia di Taounate, regione di Fès-Meknès. Conta una popolazione di 6 962 abitanti (censimento 2014).